# Cofete

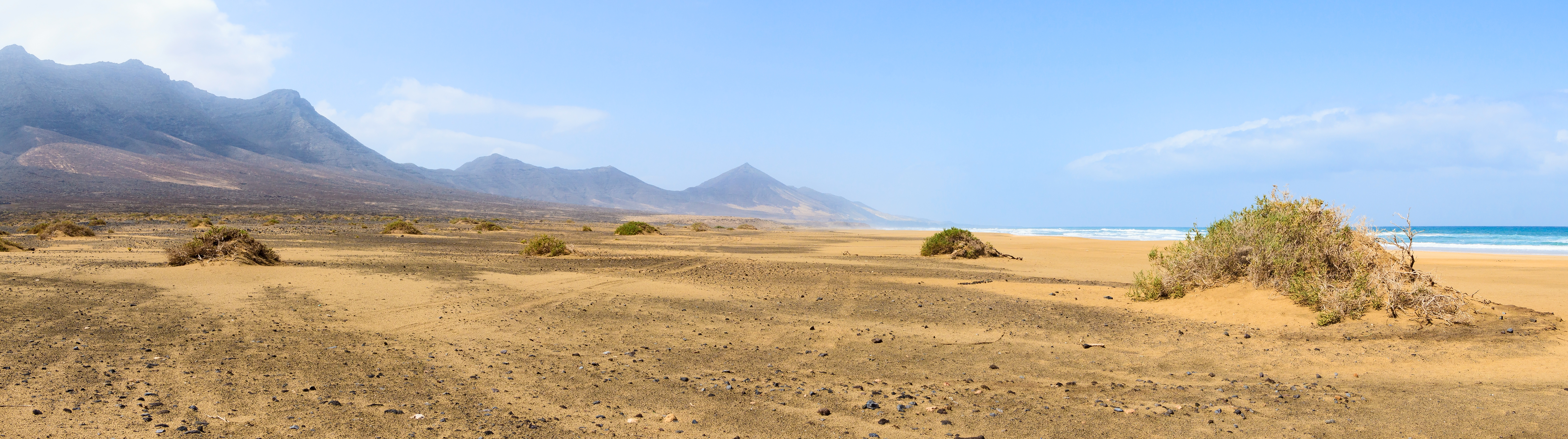
Playa de Cofete - Fuerteventura - 01

La spiaggia di Cofete è una delle spiagge più isolate ed estese delle Isole Canarie, appartenente al comune di Pájara. 
Essa si trova all’interno del Parco Naturale di Jandìa nella costa di Barlovento, parte occidentale della penisola di Jandía nel sud di Fuerteventura (seconda isola per estensione dell'arcipelago Canario), Spagna. 
La lunghezza della spiaggia misura circa 13 km, ed il colore della sabbia varia dal dorato al color terra.
Il litorale è abbracciato dall'alta catena montuosa di Jandìa, che conferisce al panorama un aspetto maestoso e suggestivo.
L’intera zona si configura come località incontaminata, per raggiungere questo sito è infatti necessario percorrere da Morro Jable una distanza di circa un'ora in auto su una strada molto stretta, sterrata e priva di protezioni.

## Urbanizzazione

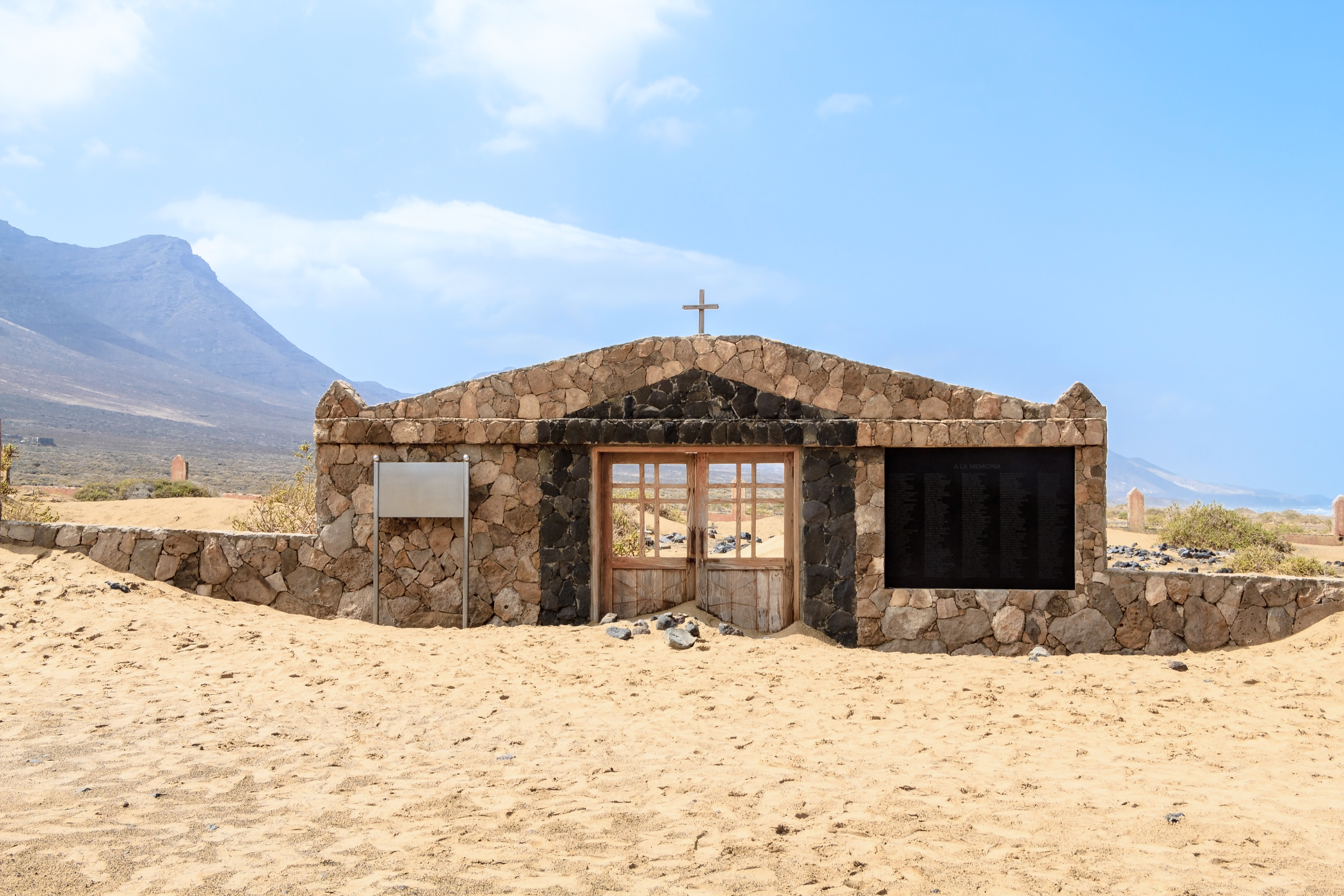
Cimitero

### Casas de Cofete
Le tracce di urbanizzazione in questa località sono quasi del tutto assenti, ad esclusione di un piccolo distretto di antiche abitazioni con una popolazione di 25 abitanti denominato Casas de Cofete. È presente un piccolo monumento in pietra raffigurante la statua di un uomo con alcune capre (di cui la zona pullula). 
È possibile scorgere altresì un vecchio cimitero davanti alla spiaggia, composto da antiche tombe semi-insabbiate e croci in legno.

### Villa Winter

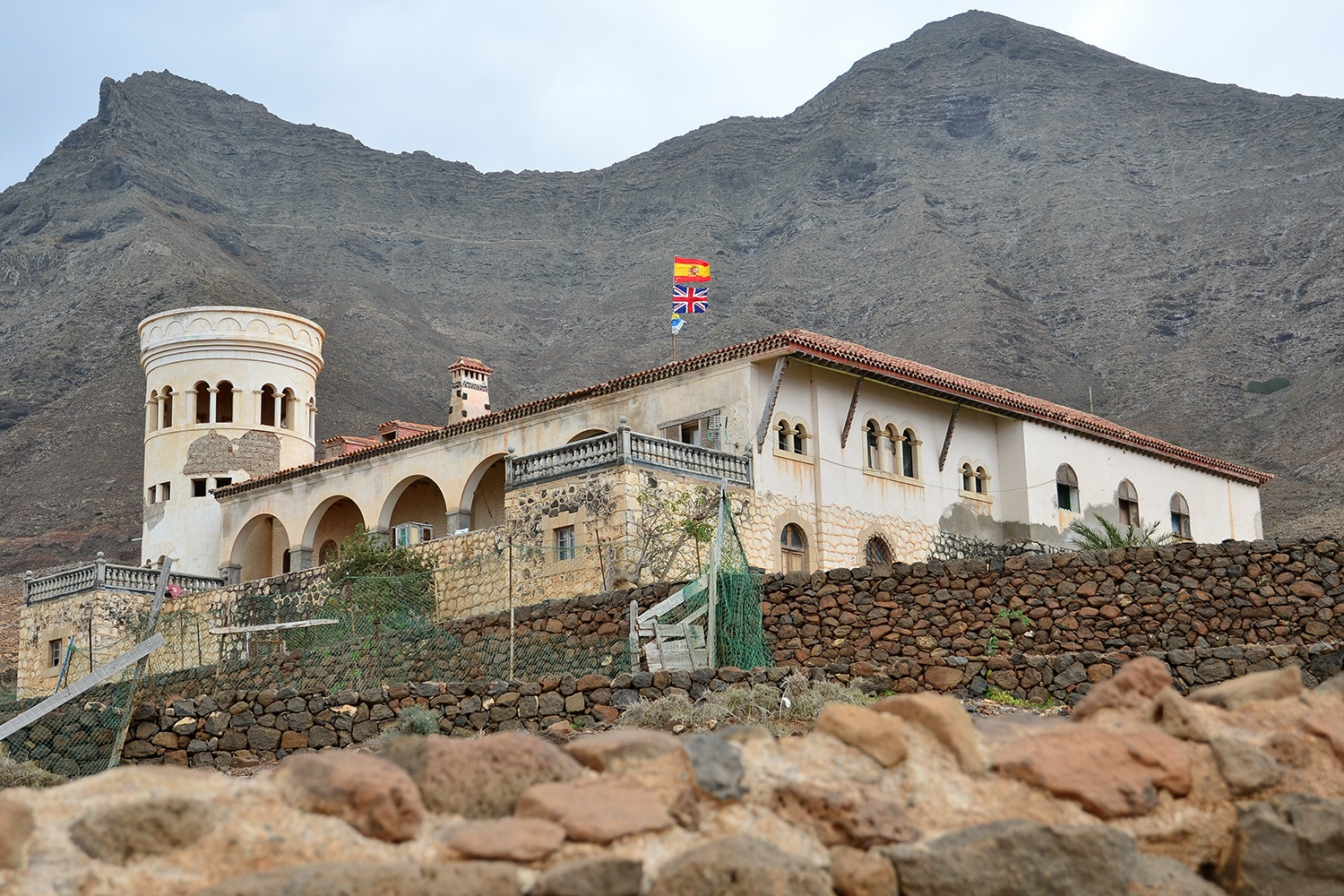
Villa Winter

Su un lato della montagna non molto lontano dalla spiaggia di Cofete è ubicata la famosa casa privata Villa Winter.  
Attrazione turistica e protagonista di molte leggende, adesso adibita a museo, in quanto considerata dalla famiglia di appartenenza una base militare della seconda guerra mondiale.  
La villa è stata progettata dall'ingegnere Gustav Winter e costruita nel 1946.
C'è la possibilità di visitarla solo in alcuni giorni specifici, nel caso in cui il proprietario decida di aprirla al pubblico. Egli stesso si offre di eseguire un tour guidato in cui spiega minuziosamente (solo in lingua spagnola) molti aneddoti legati alla storia di questa struttura, alcuni più verosimili di altri, per esempio che essa sia stata una base nazista della Gestapo per la flotta dei sottomarini durante la seconda guerra mondiale, e che all'interno della stessa vi siano avvenuti molteplici esperimenti. Il costo della visita è un'offerta libera volta alla manutenzione della casa.  

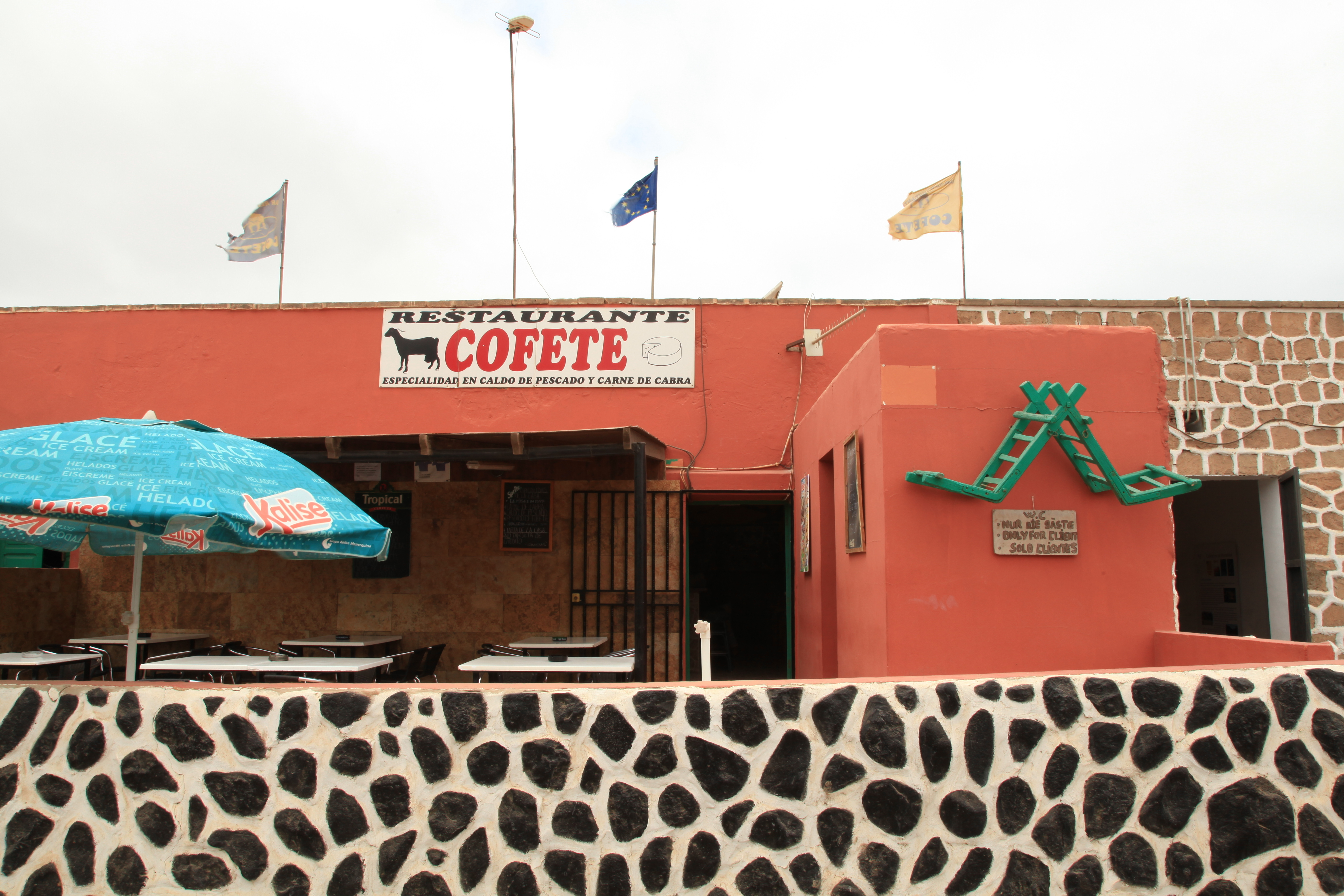
Ristorante

## Servizi turistici
I servizi turistici sono limitati ad un parcheggio all'entrata della località in prossimità di un piccolo ristorante a conduzione familiare in cui è possibile consumare principalmente pietanze a base di patate, carne e formaggi di capra tipici dall'arcipelago canario.   
Sulla spiaggia non sono presenti servizi gastronomici di nessun genere, né stabilimenti balneari, la balneazione è infatti sconsigliata a causa dell’irruenza dell’Oceano Atlantico e della forza della Corrente oceanica in questa zona poca protetta.  
Tutte queste caratteristiche rendono la spiaggia di Cofete quasi sempre deserta, anche durante l'alta stagione. Un raro luogo di natura inalterata,  ed una delle poche località dell’isola in cui le tartarughe marine continuano a nidificare.